# Sint-Jozefskerk (Wezel)

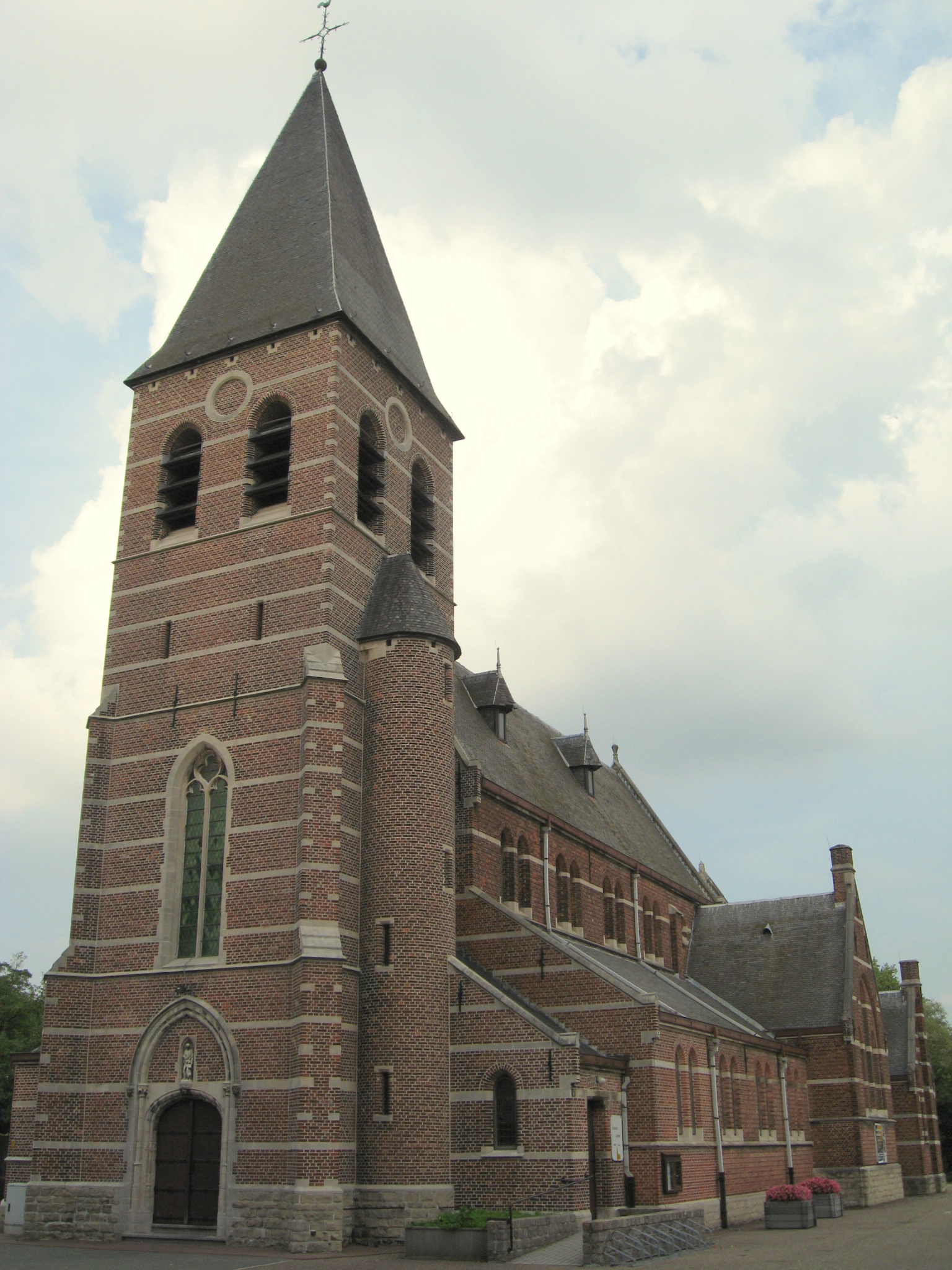
Sint-Jozefskerk

De Sint-Jozefskerk is de parochiekerk van de tot de Antwerpse gemeenten Mol en Balen behorende plaats Wezel, gelegen aan de Sint-Jozefslaan 81A.

## Geschiedenis
In 1898 werd te Wezel een parochie gesticht. De kerk, ontworpen door Jules Taeymans, werd gebouwd van 1905-1906.

## Gebouw
Het betreft een georiënteerde bakstenen kruisbasiliek met voorgebouwde westtoren, welke drie geledingen heeft en gedekt wordt door een geknikt tentdak. De kerk is gebouwd in een stijl met neogotische en neoromaanse elementen. Opvallend zijn de speklagen die werden aangebracht.
Het interieur wordt overkluisd door houten tongewelven.
De kerk bezit een beeld van Maria met Kind van ongeveer 1700. Het kerkmeubilair is overwegend neogotisch van het eerste kwart van de 20e eeuw.